# Кузнецов Сергій Васильович (футболіст, 1963)
Сергій Васильович Кузнецов (нар. 1 січня 1963, Бєлгород, СРСР) — радянський футболіст, захисник.

## Спортивна кар'єра
Вихованець команди «Салют» (Бєлгород) і харківського спортінтернату (з 1976 року). У 80-х роках виступав за українські клуби «Металіст», «Чорноморець» і «Металург» (Запоріжжя). У вищій лізі провів 238 матчів (4 голи). Майстер спорту СРСР.
З 1991 року захищав кольори «Ференцвароша», з яким неодноразово здобував перемоги у чемпіонаті і кубку Угорщини.

## Досягнення
- Володар кубка СРСР (1): 1988[1]
- Володар кубка Федерації (1): 1990
- Фіналіст кубка СРСР (1): 1983
- Фіналіст кубка Федерації (1): 1987
- Чемпіон Угорщини (3): 1992, 1995, 1996
- Володар кубка Угорщини (3): 1993, 1994, 1995
- Володар суперкубка Угорщини (2): 1993, 1994

## Статистика
| Сезон                   | Команда                 | Чемпіонат               | Чемпіонат | Чемпіонат | Кубок | Кубок | Кубок Федерації | Кубок Федерації | Єврокубки | Єврокубки | Єврокубки | Усього | Усього |
| Сезон                   | Команда                 | Ліга                    | Ігри      | Голи      | Ігри  | Голи  | Ігри            | Голи            | Ліга      | Ігри      | Голи      | Ігри   | Голи   |
| ----------------------- | ----------------------- | ----------------------- | --------- | --------- | ----- | ----- | --------------- | --------------- | --------- | --------- | --------- | ------ | ------ |
| 1981                    | «Металіст»              | Д-2                     | 5         | 0         | —     | —     | —               | —               | —         | —         | —         | 5      | 0      |
| 1982                    | «Металіст»              | Д-1                     | 25        | 0         | —     | —     | —               | —               | —         | —         | —         | 25     | 0      |
| 1983                    | «Металіст»              | Д-1                     | 16        | 0         | 4     | 0     | —               | —               | —         | —         | —         | 20     | 0      |
| 1984                    | «Металіст»              | Д-1                     | 27        | 1         | 1     | 0     | —               | —               | —         | —         | —         | 28     | 1      |
| 1985                    | «Металіст»              | Д-1                     | 33        | 0         | 1     | 0     | —               | —               | —         | —         | —         | 34     | 0      |
| 1986                    | «Металіст»              | Д-1                     | 29        | 0         | 2     | 0     | 3               | 0               | —         | —         | —         | 34     | 0      |
| 1987                    | «Металіст»              | Д-1                     | 30        | 0         | 5     | 0     | 7               | 0               | —         | —         | —         | 42     | 0      |
| Усього за «Металіст»    | Усього за «Металіст»    | Усього за «Металіст»    | 165       | 1         | 13    | 0     | 10              | 0               |           | —         | —         | 188    | 1      |
| 1988                    | «Чорноморець»           | Д-1                     | 22        | 1         | 1     | 0     | 3               | 2               | —         | —         | —         | 26     | 3      |
| 1989                    | «Чорноморець»           | Д-1                     | 30        | 0         | 2     | 0     | 3               | 0               | —         | —         | —         | 35     | 0      |
| 1990                    | «Чорноморець»           | Д-1                     | 17        | 1         | 3     | 0     | 5               | 0               | КУ        | 2         | 0         | 27     | 1      |
| Усього за «Чорноморець» | Усього за «Чорноморець» | Усього за «Чорноморець» | 69        | 2         | 6     | 0     | 11              | 2               |           | 2         | 0         | 88     | 4      |
| 1991                    | «Металург»              | Д-1                     | 9         | 1         | —     | —     | —               | —               | —         | —         | —         | 9      | 1      |
| Усього в СРСР           | Усього в СРСР           | Д-1                     | 238       | 4         | 19    | 0     | 21              | 2               |           | 2         | 0         | 285    | 6      |
| Усього в СРСР           | Усього в СРСР           | Д-2                     | 5         | 0         | 19    | 0     | 21              | 2               |           | 2         | 0         | 285    | 6      |
| 1991/92                 | «Ференцварош»           | Д-1                     | 23        | 1         |       |       | —               | —               | КК        | 4         | 0         | 27     | 1      |
| 1992/93                 | «Ференцварош»           | Д-1                     | 15        | 0         |       |       | —               | —               | —         | —         | —         | 15     | 0      |
| 1993/94                 | «Ференцварош»           | Д-1                     | 10        | 0         |       |       | —               | —               | —         | —         | —         | 10     | 0      |
| 1994                    | КАМАЗ                   | Д-1                     | 13        | 0         | 1     | 0     | —               | —               | —         | —         | —         | 14     | 0      |
| 1994/95                 | «Ференцварош»           | Д-1                     | 12        | 2         |       |       | —               | —               | —         | —         | —         | 12     | 2      |
| 1995/96                 | «Ференцварош»           | Д-1                     | 12        | 2         |       |       | —               | —               | ЛЧ        | 6         | 0         | 18     | 2      |
| 1996/97                 | «Ференцварош»           | Д-1                     | 6         | 1         |       |       | —               | —               | КУ        | 2         | 0         | 8      | 1      |
| Усього за «Ференцварош» | Усього за «Ференцварош» | Усього за «Ференцварош» | 78        | 6         |       |       | —               | —               |           | 12        | 0         | 90     | 6      |
| 1996/97                 | «Гажсер»                | Д-2                     | 4         | 0         |       |       | —               | —               | —         | —         | —         | 4      | 0      |
| Усього за кар'єру       | Усього за кар'єру       | Д-1                     | 329       | 10        | 20    | 0     | 21              | 2               |           | 14        | 0         | 393    | 12     |
| Усього за кар'єру       | Усього за кар'єру       | Д-2                     | 9         | 0         | 20    | 0     | 21              | 2               |           | 14        | 0         | 393    | 12     |